# خوسيه هيرنانديز (تنس)
خوسيه هيرنانديز مواليد 13 مارس 1990 في سانتو دومينغو، هو لاعب كرة مضرب دومينيكي بدأ مسيرته كمحترف سنة 2008 يلعب باليد اليمنى ويحتل حالياً المرتبة رقم. 190 (22 يونيو 2015) في تصنيف رابطة محترفي كرة المضرب. أعلى تصنيف له في الفردي كان المركز الـ 190 في سنة 2015. أعلى تصنيف له في الزوجي كان المركز الـ 274 في سنة 2013.

## النهائيات
| الرقم | التاريخ        | الدورة   | الأرضية | المنافس         | النتيجة       |
| ----- | -------------- | -------- | ------- | --------------- | ------------- |
| 1.    | 26 أغسطس 2012  | غواياكيل | صلبة    | إميليو غوميز    | 2–6, 6–3, 6–4 |
| 2.    | 12 مايو 2013   | ماراكاي  | صلبة    | إيفان إندارا    | 6–3, 6–3      |
| 3.    | 19 أكتوبر 2013 | ليما     | ترابية  | خورخي أغيلار    | 2–6, 6–3, 6–3 |
| 4.    | 30 أغسطس 2014  | ميديلين  | ترابية  | مارسيلو اريفالو | 7–5, 6–2      |

## روابط خارجية
- خوسيه هيرنانديز على موقع رابطة محترفي التنس (الإنجليزية)
- خوسيه هيرنانديز على موقع الاتحاد الدولي لكرة المضرب (الإنجليزية)
- خوسيه هيرنانديز على موقع كأس ديفيز (الإنجليزية)
- خوسيه هيرنانديز على موقع خلاصة التنس.كوم (الإنجليزية)